# Pierre-Antoine-Samuel-Joseph Plouvain
Pierre-Antoine-Samuel-Joseph Plouvain  (1754 à Douai, aujourd'hui France - ) était juge, conseiller à la cour impériale de Douai et chronologiste
.

## Biographie
Il fit ses études au collège d'Anchin et fut reçu avocat au Parlement de Flandre.
Le 13 juillet 1777, il obtient, à la suite d'une dispense d'âge, la charge de conseiller à la gouvernance de Douai.
Après la Révolution[Laquelle ?] et jusqu'en 1794, il fut receveur de l'hôpital général de Douai.
En 1795, il devient juge au tribunal civil du département, puis, en 1802, juge suppléant au tribunal criminel spécial du département.
Le 6 avril 1811, il devient conseiller à la cour impérial et, en 1816, il est confirmé dans ces fonctions à la cour royale jusqu'à sa mort.

## Référence
1. ↑  Page 513- Galerie Douaisienne ou Biographie de la Ville de Douai par Hippolyte-Romain-Joseph Duthillœul - imprimé par Adam Aubers à Douai en 1884 - archivé à la Bibliotheca Bodletana numérisé par Google Livres